# Șușani
Șușani es una comuna ubicada en el distrito Vâlcea, Rumania.

## Superficie
Posee una superficie de 66,12 kilómetros cuadrados.

## Demografía
Hasta 2021 la población era de 2979 habitantes, con una densidad de población de 45,05 habitantes por kilómetro cuadrado.